# Jakiwka
Jakiwka (ukr. Яківка) – wieś na Ukrainie, w obwodzie iwanofrankiwskim, w rejonie iwanofrankiwskim, w hromadzie Obertyn. W 2001 roku liczyła 1480 mieszkańców, wśród których 1478 wskazało jako ojczysty język ukraiński, a 2 rosyjski.
Do 1946 roku miejscowość nosiła nazwę Jakubówka (ukr. Якубівка, Jakubiwka).
W okresie międzywojennym wieś znajdowała się w granicach II RP, wchodząc w skład gminy Obertyn w powiecie horodeńskim, w województwie stanisławowskim.